# Christian Tapp
Christian Tapp (* 1975 in Oberhausen) ist ein deutscher Philosoph, Mathematiker und katholischer Theologe.

## Leben
Er studierte von 1994 bis 2001 katholische Theologie, Philosophie und Mathematik in Bonn, Münster, Freiburg im Breisgau und München. Er erwarb das 1999 Diplom in Mathematik (Universität Münster), Vertiefungsfach Mathematische Logik, 2002 das Lizenziat der Theologie (Universität Münster), Schwerpunktfach Philosophische Grundfragen der Theologie, 2004 die Promotion zum Dr. rer. nat. an der Fakultät für Mathematik und Informatik der LMU München; Dissertation zu Georg Cantor und seinen Kontakten zu katholischen Theologen und 2007 die Promotion zum Dr. phil. an der Fakultät für Philosophie, Wissenschaftstheorie und Statistik der LMU München; Dissertation über erkenntnistheoretische und wissenschaftsphilosophische Fragen im Umkreis des Hilbertprogramms. Von 2001 bis 2004 war er wissenschaftlicher Mitarbeiter am Lehrstuhl für Geschichte der Naturwissenschaften in München. Von 2004 bis 2006 war er wissenschaftlicher Mitarbeiter am Lehrstuhl für Theoretische Philosophie der Universität Göttingen. Von 2005 bis 2006 war er Forschungsstipendiat der Fritz Thyssen Stiftung am Philosophy Department der Carnegie Mellon University in Pittsburgh. Von 2006 bis 2008 hatte er ein Emmy-Noether-Stipendiat der Deutschen Forschungsgemeinschaft am Institut für Christliche Philosophie der Universität Innsbruck. Seit Mai 2008 leitet er eine Emmy-Noether-Nachwuchsgruppe an der katholisch-theologischen Fakultät der Ruhr-Universität Bochum. Ab 2008 war er Juniorprofessor für philosophisch-theologische Grenzfragen ebenda. Seit 2013 lehrt er als Universitätsprofessor für philosophisch-theologische Grenzfragen ebenda. Von 2015 bis 2019 hatte er eine Stiftungsprofessur am Institut für Christliche Philosophie der Universität Innsbruck inne.
Tapp verfasste zahlreiche Artikel im Biographisch-Bibliographischen Kirchenlexikon (BBKL).